# Scapoli
Scapoli község (comune) Olaszország Molise régiójában, Isernia megyében.

## Fekvése
A megye nyugati részén fekszik, az Abruzzo-Lazio-Molise Nemzeti Park területén . Határai: Colli a Volturno, Filignano és Rocchetta a Volturno.

## Története
Neve valószínűleg a latin scopulus szóból származik, amelynek jelentése lejtő. Valószínűleg a 9. században alapították, de első írásos említése 1130-ból származik amikor a San Vincenzo al Volturno apátsághoz tartozott. A középkor során nemesi családok birtoka volt. A 19. században nyerte el önállóságát, amikor a Nápolyi Királyságban felszámolták a feudalizmust. A második világháborúban súlyos károkat szenvedett, mivel a visszavonuló németek védvonala, a Gusztáv-vonal mentén feküdt.

## Népessége
A népesség számának alakulása:

## Főbb látnivalói
- Castello Battiloro
- San Giorgio Martire-templom
- San Giovanni-templom